# Brave (莎拉·芭瑞黎絲歌曲)
《Brave》是美國創作型歌手莎拉·芭瑞黎絲的一首歌曲，收錄於她的第4張錄音室專輯《小女孩大力量》。歌曲由芭瑞黎絲和歡樂.樂團成員傑克·安多夫共同創作，其靈感源於歌手的一個密友出櫃的事情。芭瑞黎絲以電台播放為目的請求马克·安德特製作這首歌曲。2013年4月23日，透過史诗唱片，歌曲作為專輯的首張單曲在全球正式開放數位下載。
《Brave》在發行後獲得了樂評的好評，其中一樂評寫道芭瑞黎絲引導了費歐娜·艾波和弗洛倫斯·韋爾奇等歌手。一些評論指出凱蒂·佩芮的單曲《怒吼》與本歌曲較為相似。《Brave》在美國《告示牌》百強單曲榜最高排第23，是芭瑞黎絲第4首進入該榜單前40的單曲。在澳大利亞和紐西蘭，歌曲進入了當地榜單前5。在《欢乐合唱团》第97集中，麗婭·米歇爾和娜娅·里维拉翻唱了本歌曲。《Brave》是诺基亚Lumia 1020的廣告主題曲。
歌曲的音樂錄影帶由拉西达·琼斯導演，圍繞著芭瑞黎絲在許多公眾場合（如百貨商店、體育館、圖書館和公車站）與跳舞的人群交織在一起展開。歌手曾在許多場合現場表演了本歌曲，其中包括《今天》等。在第56届格莱美奖，歌曲讓芭瑞黎絲獲得了最佳流行歌手的提名。

## 背景與創作
《Brave》由芭瑞黎絲和歡樂.樂團成員傑克·安多夫在2011年共同創作。安多夫稱這首歌曲是“在缺少民權讚歌和較缺乏民權讚歌需求時一首真正的民權讚歌。”芭瑞黎絲亦在許多場合談及了本歌曲，她表示：“成為你自己是極其光榮、正直和美麗的一件事情。成為自己很重要，因為這樣你也准許了其他人成為他們自己。”芭瑞黎絲直言“希望自己的歌曲能在電台上播放”，因此請求马克·安德特製作這首歌曲。2013年4月17日，歌曲在天狼星XM電台脈衝錄音室首播。4月22日，透過史诗唱片，歌曲作為專輯《小女孩大力量》的首張單曲在全球正式開放數位下載。
《Brave》是一首強力流行歌曲，以降B大調創作，其拍速為每分鐘92拍的中速節奏。在副歌中，芭瑞黎絲唱道：“Say what you wanna say, and let the words fall out, honestly I want to see you be brave.”（說你想說的，吐出自己的真心，我真的想看你勇敢的一面。）芭瑞黎絲表示這是她在鼓勵自己的一個密友出櫃。

## 樂評
《Brave》發行後獲得了樂評的好評。《娱乐周刊》的樂評認為芭瑞黎絲引導了費歐娜·艾波和弗洛倫斯·韋爾奇等歌手。MTV的珍娜·哈莉·魯賓斯坦寫道：“（《Brave》）是莎拉全新的聲音，與她之前柔和的、不加修飾的情歌不同，這是莎拉迄今為止最主流，最受電台青睐的作品。”《Vox》的茱莉安·希姆絲認為歌曲有著芭瑞黎絲歌曲的一貫風格，其中心思想為“大声地说出來！”

## 爭議
2013年8月10日，凱蒂·佩芮發行了單曲《怒吼》，發行後不久就有許多人指責這首歌曲抄襲了《Brave》。當被問到關於這兩首歌的爭議時，芭瑞黎絲表示：“凱蒂是我的朋友，我們認識超多年了，”並稱對“離間兩個傳遞正能量的藝人”感到生氣。她說自己在《怒吼》發行之前就聽過了這首歌曲，並表示：“如果我都不生氣的話，我不知道其他人生氣什麼。”
為回應爭議，《怒吼》的詞曲創作者和製作人卢克博士在8月14日發推稱：“《怒吼》在《Brave》發行之前就已經創作並製作完成了。”由於抄襲事件帶動了《Brave》的關注度，史诗唱片決定在當代流行電台大力宣傳《Brave》。2013年10月23日，佩芮和芭瑞黎絲在《We Can Survive: Music for Life》中同臺表演了《怒吼》。

## 榜單表現
截至2013年5月5日的那周，《Brave》以76,000次數位下載空降《告示牌》百强单曲榜和《公告牌》数字歌曲榜第61位和第20位。9週後，歌曲銷量大漲80%，在百强单曲榜從第77位一舉躍升至66位。2013年12月，歌曲達到其排位新高第26位，成為了芭瑞黎絲第3支進入榜單前40的單曲。2014年2月，在芭瑞黎絲出席第56届格莱美奖頒獎典禮後，歌曲達到了排位第23位。2013年11月，歌曲在美國銷量已超過百萬。次年4月，其銷量已突破200萬。

## 音樂錄影帶與現場表演
2013年4月17日，《Brave》的歌詞音樂錄影帶通過芭瑞黎絲的Vevo帳戶發佈。影片由全国广播公司《公园与游憩》演員拉西达·琼斯導演。當問及兩人是怎麼一起工作的，芭瑞黎絲回答說自己喜歡和琼斯這樣“又有才，又有創造力，又有远见，又令人景仰的人”合作。歌曲的正式音樂錄影帶在洛杉矶拍攝，於5月14日首播。錄影帶圍繞著芭瑞黎絲在許多公眾場合（如百貨商店、體育館、圖書館和公車站）與跳舞的人群交織在一起展開。
2013年4月23日，芭瑞黎絲在天狼星XM電台脈衝錄音室接受採訪時順道表演了本歌曲。4月25日，她在《今天》表演了歌曲。同月29日，她在AXS Live表演了本歌曲和《Uncharted》。
芭瑞黎絲和辛蒂·羅波為全国广播公司《Shine a Light》系列節目錄製了《Brave》和《True Colors》的混搭曲，為罹患癌症的兒童籌款。

## 曲目列表
- 數位下載[8]

1. "Brave" – 3:39

## 榜单
| 榜单（2013年-2014年）                     | 最高 排位 |
| ----------------------------------------- | --------- |
| 澳大利亚（澳大利亚唱片业协会單曲榜）      | 3         |
| 加拿大（Canadian Hot 100）                | 58        |
| 日本（Japan Hot 100）                     | 88        |
| 新西兰（新西兰唱片音乐协会单曲榜）        | 4         |
| 韩国（Gaon单曲榜）                        | 26        |
| 瑞士（瑞士热门音乐榜）                    | 67        |
| 英國（官方榜单公司單曲榜）                | 48        |
| 美国（《告示牌》百大單曲榜）              | 23        |
| 美國（《告示牌》Adult Alternative Songs） | 17        |
| 美國（《告示牌》成人當代單曲榜）          | 2         |
| 美國（《告示牌》Adult Pop Airplay）       | 3         |
| 美國（《告示牌》Pop Airplay）             | 22        |

| 榜单（2013年）                       | 排位 |
| ------------------------------------ | ---- |
| 美国（Billboard Hot 100）            | 96   |
| 美国（《公告牌》Adult Contemporary） | 22   |
| 美国（《公告牌》Adult Pop Songs）    | 8    |

| 榜单（2014年）                       | 排位 |
| ------------------------------------ | ---- |
| 澳大利亚（澳大利亚唱片业协会单曲榜） | 34   |
| 新西兰（新西兰唱片音乐协会单曲榜）   | 30   |
| 美国（Billboard Hot 100）            | 74   |
| 美国（《公告牌》Adult Contemporary） | 9    |

## 認證與銷量
| 地區                                                       | 认证    | 认证单位/销量 |
| ---------------------------------------------------------- | ------- | ------------- |
| 澳大利亚（澳大利亚唱片业协会）                             | 2× 白金 | 140,000^      |
| 新西兰（新西兰唱片音乐协会）                               | 白金    | 15,000*       |
| 英国（英国唱片业协会）                                     | 银      | 200,000‡      |
| 美国（美國唱片業協會）                                     | 3× 白金 | 3,000,000‡    |
| *僅含認證的實際銷量 ^僅含認證的出貨量 ‡僅含認證的+實際銷量 |         |               |

## 發行歷史
| 國家 | 日期          | 形式     | 廠牌     |
| ---- | ------------- | -------- | -------- |
| 全球 | 2013年4月23日 | 數位下載 | 史诗唱片 |

## 外部連結
- 歌詞音樂錄影帶（页面存档备份，存于）
- YouTube上的音樂錄影帶